# Esterbrook
Esterbrook è un census-designated place degli Stati Uniti d'America, situato nella Contea di Converse dello stato del Wyoming. Nel censimento del 2000 la popolazione era di 32 abitanti.

## Geografia fisica
Secondo i rilevamenti dell'United States Census Bureau, la località di Esterbrook si estende su una superficie di 8,8 km², tutti occupati da terre.

## Popolazione
Secondo il censimento del 2000, a Esterbrook vivevano 32 persone, ed erano presenti 12 gruppi familiari. La densità di popolazione era di 3,6 ab./km². Nel territorio comunale si trovavano 102 unità edificate. Per quanto riguarda la composizione etnica degli abitanti, il 100% era bianco.
Per quanto riguarda la suddivisione della popolazione in fasce d'età, il 9,4% era al di sotto dei 18, il 6,3% fra i 18 e i 24, il 3,1% fra i 25 e i 44, il 50,0% fra i 45 e i 64, mentre infine il 31,3% era al di sopra dei 65 anni di età. L'età media della popolazione era di 58 anni. Per ogni 100 donne residenti vivevano 88,2 maschi.